# آندره آندره
آندره آندره (انگلیسی: André André؛ زادهٔ ۲۶ اوت ۱۹۸۹) بازیکن فوتبال اهل پرتغال است.
از باشگاه‌هایی که در آن بازی کرده‌است می‌توان به باشگاه فوتبال دپورتیوو لاکرونیا، باشگاه فوتبال پورتو، باشگاه فوتبال وارزیم، و باشگاه فوتبال ویتوریا گیماریش اشاره کرد.
وی همچنین در تیم‌های ملی فوتبال زیر ۱۹ سال پرتغال و پرتغال بازی کرده‌است.

## تیم ملی
آندره نماینده پرتغال در تیم ملی زیر ۱۹ سال بود. او اولین بازی خود را با این تیم در ۳۱ مارس ۲۰۱۵ انجام داد و در دقیقه ۶۶ به جای آدرین سیلوا در شکست دوستانه ۰–۲ مقابل تیم ملی فوتبال کیپ ورد به میدان رفت.
آندره اولین گل خود را در ۱۷ نوامبر ۲۰۱۵ برای تیم زیر ۱۹ سال به ثمر رساند و پاس ویرینیا را به گل تبدیل کرد. این گل در جریان پیروزی ۲ بر صفر مقابل لوکزامبورگ در استادیوم جوزی بارتل وارد دروازه شد.

## زندگی شخصی
پدر آندره، آنتونیو نیز یک فوتبالیست و یک هافبک بود. او بیش از یک دهه در باشگاه فوتبال پورتو بازی کرد و با پرتغال در جام جهانی فوتبال ۱۹۸۶ ظاهر شد.